# Теплопостачання

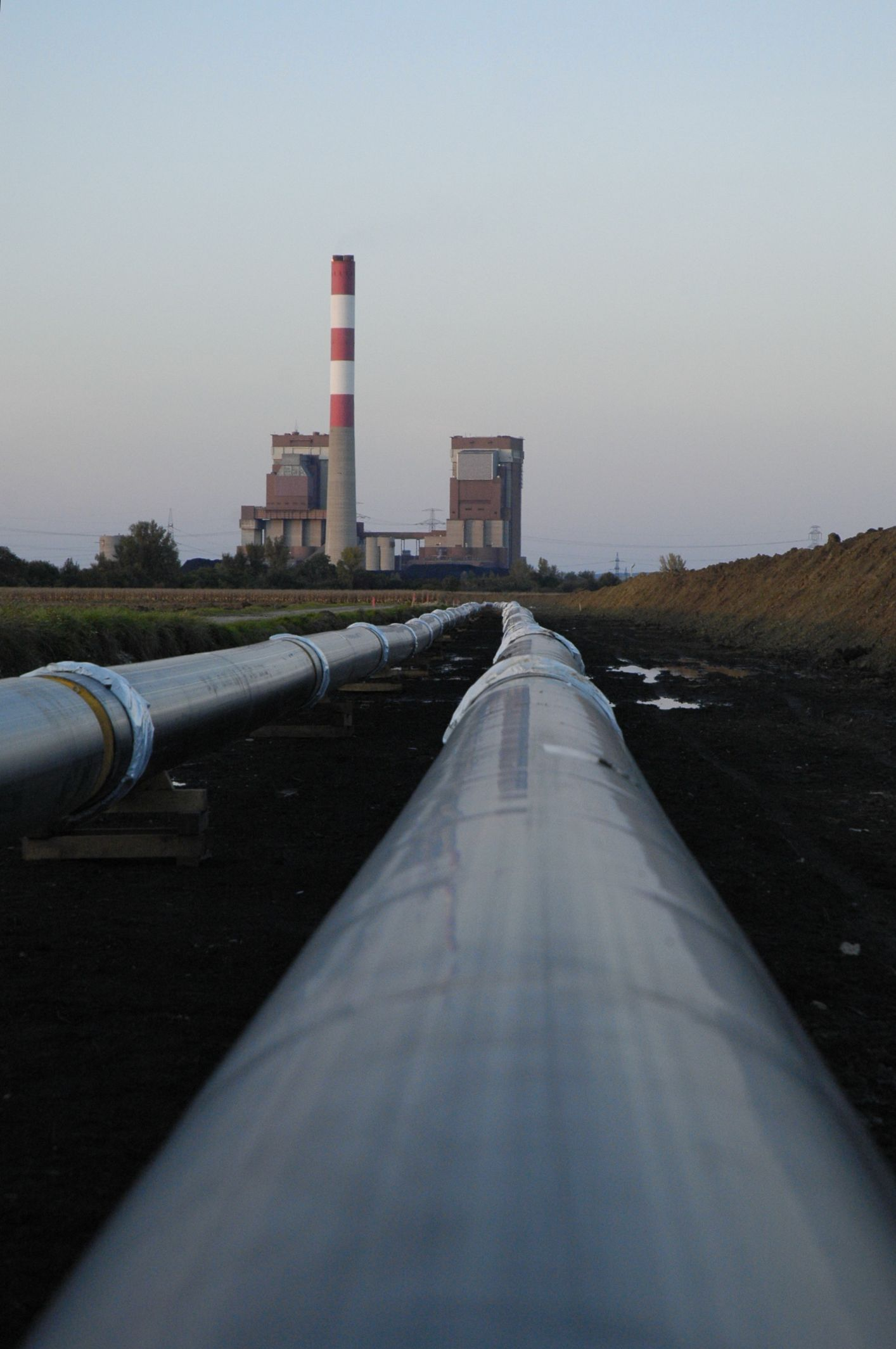
Трубопровід централізованого теплопостачання від Дюрнрора до Санкт-Пельтена протяжністю 31 км

Теплопоста́чання (постачання теплової енергії) — сфера діяльності з виробництва, транспортування, постачання теплової енергії споживачам.

## Загальна характеристика систем теплопостачання
Подача теплової енергії у приміщення для забезпечення в них комфортних параметрів внутрішнього повітря, приготування гарячої води для санітарно-гігієнічних потреб і для виконання технологічних процесів на промислових підприємствах потребує організації та функціювання спеціальних систем теплопостачання, які бувають місцевими, якщо вироблення теплоти відбувається в місці його споживання, або централізованими, якщо вироблення теплоти здійснюється спеціальними підприємствами.
В існуючому господарському механізмі України теплопостачання будівель здійснюється в основному від централізованих систем. Цьому сприяло краще використання палива, більші можливості впровадження заходів з боротьби з забрудненням атмосфери продуктами спалювання палива, зменшення питомих витрат на експлуатацію. Централізовані системи теплопостачання складаються з трьох основних елементів: джерело теплоти, теплові мережі, системи використання теплоти у споживачів.
Джерела теплопостачання призначені для перетворення в теплоту енергію, що міститься в органічному чи ядерному паливі і нагрівання теплоносія (вода, водяна пара), який транспортує теплоту до споживачів.
Джерелом теплопостачання в містах є теплоелектроцентралі (ТЕЦ) і котельні, а сільській місцевості — невеликі котельні й опалювальні печі. На відміну від ТЕЦ і великих котелень централізованого теплопостачання, вироблення теплоти в невеликих котельнях і опалювальних печах потребує значних витрат некваліфікованої праці й сприяє суттєвому забрудненню навколишнього середовища.
Систему трубопроводів і спеціального обладнання, призначених для організації руху теплоносія від джерела до споживача і повернення охолодженого теплоносія до джерела теплопостачання, називають тепловими мережами.
Системи використання теплоти у споживачів призначені для прийому теплоносія з теплових мереж для його розподілу, підтримання потрібних параметрів у абонентів, для обліку споживання теплоти.